# Montezuma
Montezuma là một đô thị thuộc bang Minas Gerais, Brasil. Đô thị này có diện tích 1133,739 km², dân số năm 2007 là 7259 người, mật độ 5,9 người/km².